# Begonia poculifera
Espèce
Synonymes
- Begonia adolfi-friderici Gilg[1]
- Begonia haullevilleana De Wild.[1]
- Begonia poculifera var. poculifera[1]
- Begonia teusziana J.Braun & K.Schum.[1]

Begonia poculifera est une espèce de plantes de la famille des Begoniaceae. Ce bégonia est originaire d'Afrique. L'espèce fait partie de la section Squamibegonia. Elle a été décrite en 1871 par Joseph Dalton Hooker (1817-1911). L'épithète spécifique poculifera, du latin poculum, coupe/gobelet à bec, et -fer, porteur, qui signifie « porteuse de coupe à bec ».

## Description

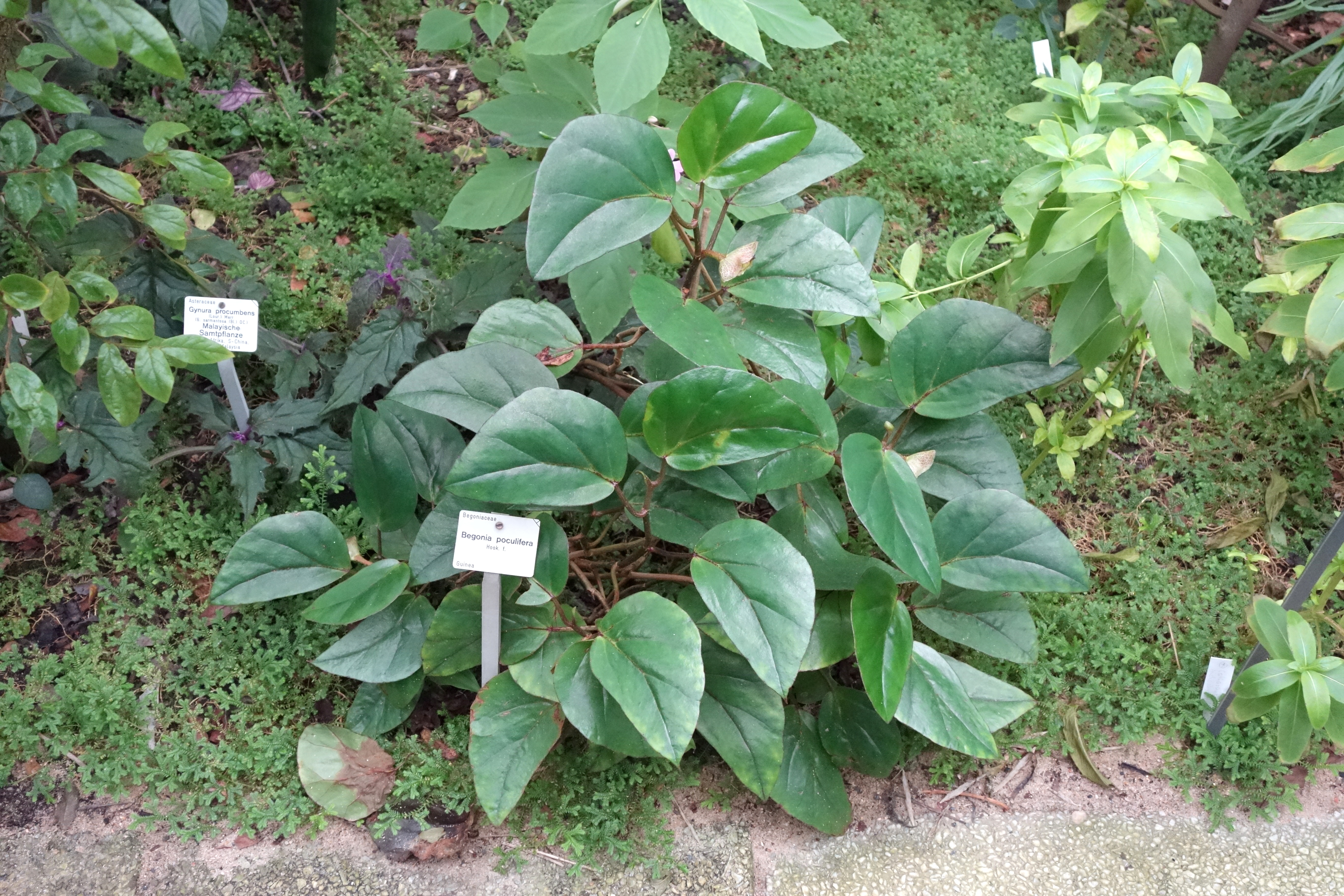
Vue d'ensemble, plante cultivée

## Répartition géographique
Cette espèce est originaire des pays suivants : Angola ; Burundi ; Cameroun ; Guinée Équatoriale ; Gabon ; Nigéria ; Rwanda ; Tanzanie ; Ouganda ; Zaïre.

## Liste des variétés
Selon Tropicos (22 février 2017) (Attention liste brute contenant possiblement des synonymes) :
- variété Begonia poculifera var. poculifera Hook. f.
- variété Begonia poculifera var. teusziana Hook. f.